# Sedum caespitosum
Sedum caespitosum és una espècie de planta crassulàcia.

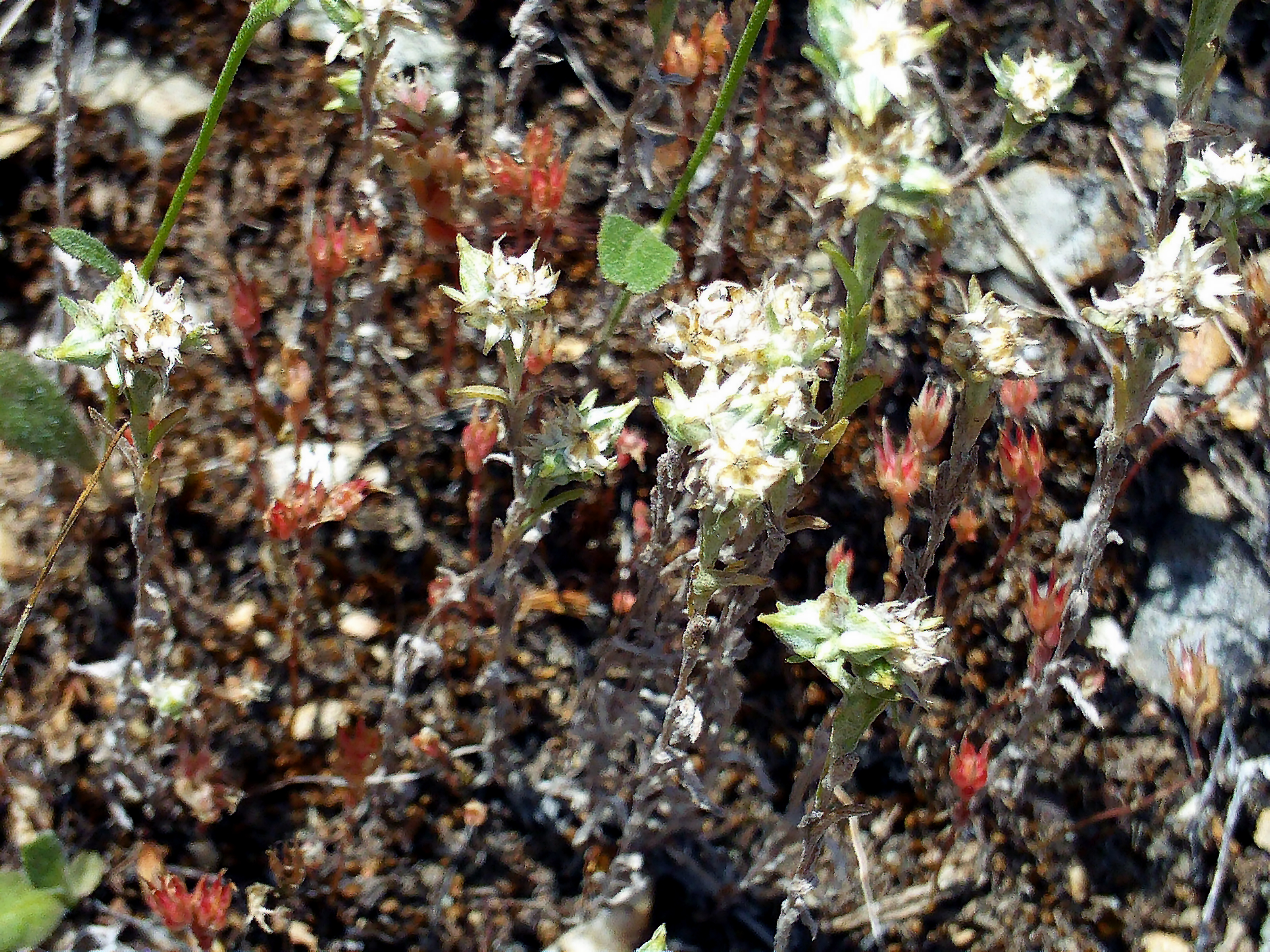
En el seu hàbitat

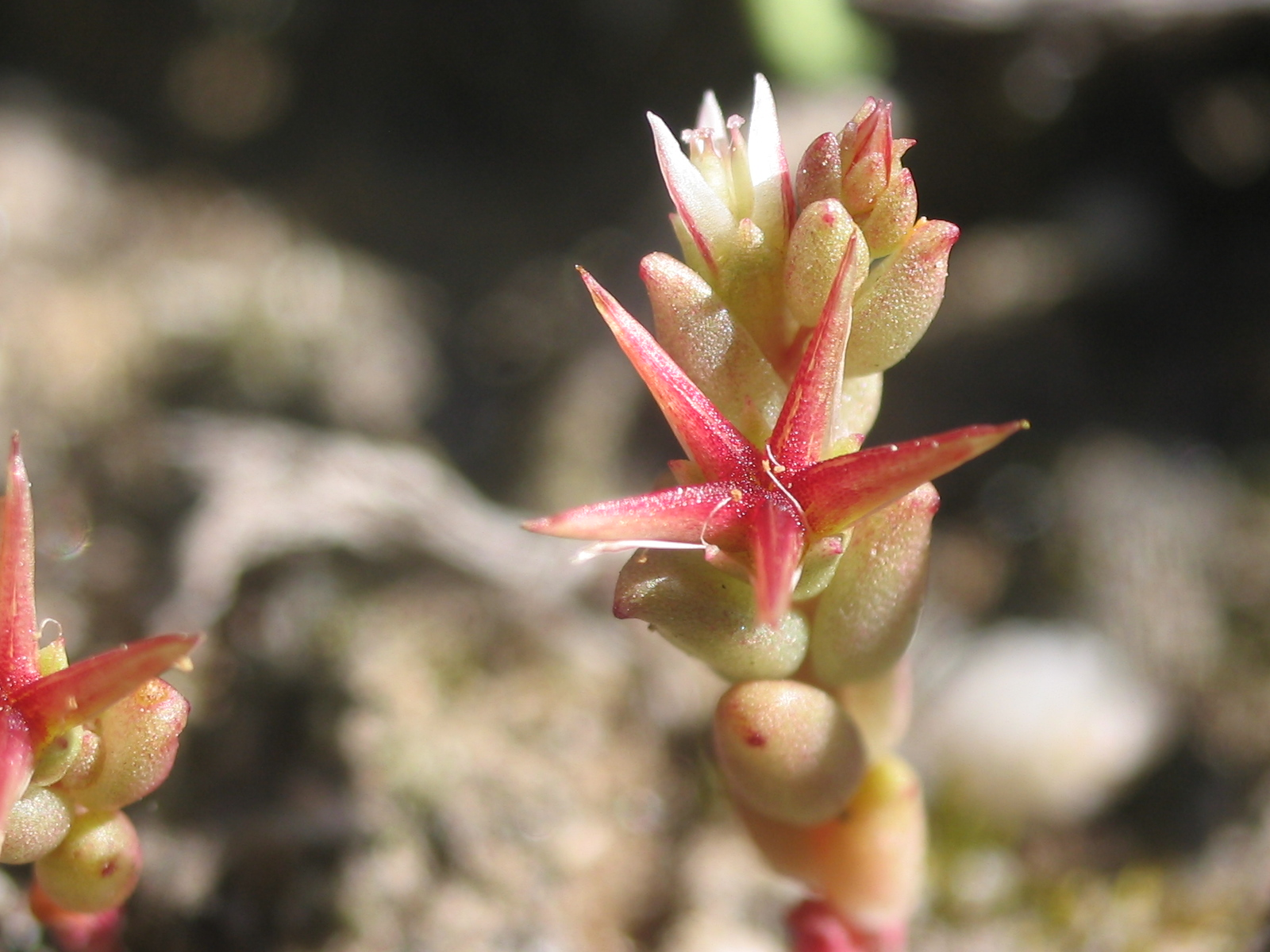
Inflorescència

## Descripció
Planta herbàcia anual i suculenta, petita de 2–5 cm d'alt, ramificada, sovint vermellenca, glabra. Fulles alternades inclinades cap amunt, gruixudes, oblongo-ovalades, no clarament punxagudes, sense esperó a la base. 3–6 mm de llarg. Flors blanques cap a vermelloses. Fruits en valves de poques llavors.

## Distribució i hàbitat
A l'oest de la conca del Mediterrània.En llocs secs en pastures u zones sorrenques obertes.

## Taxonomia
Sedum caespitosum va ser descrita per (Cav.) DC. i publicada a Prodromus Systematis Naturalis Regni Vegetabilis 3: 406. 1828.
Etimologia
caespitosum: epítet específic llatí que significa "de gespa".
Sinònims
- Aithales cespitosa (Cav.) Webb i Berthel.
- Crassula cespitosa Cav.
- Crassula diffusa Lam.
- Crassula magnolii DC.
- Procrassula cespitosa (Cav.) Fourr.
- Procrassula magnolii Griseb.
- Sedum deserti-hungarici Simonk.
- Sedum erythrocarpum Pau
- Sedum rubrum (L.) Thell.
- Tillaea rubra L.[5]